# Dicranota reducta
Dicranota reducta är en tvåvingeart. Dicranota reducta ingår i släktet Dicranota och familjen hårögonharkrankar.

## Underarter
Arten delas in i följande underarter:
- D. r. reducta
- D. r. tehamicola